# 吴语拉丁化方案
吴语拉丁化方案是指将吴语用拉丁字母来表述的方案。其中較多人提出的是上海話拉丁化方案，其他如蘇州話、無錫話、寧波話、溫州話等都有拉丁化方案的提出。
歷史上出現過寧波話、上海話、台州話、溫州話等教會羅馬字方案和上海話、蘇州話、無錫話、寧波話、溫州話等拉丁化新文字方案。

## 教會吳語羅馬字譯本

### 蘇州話
- 新約聖經, 1881年

### 上海話
- 約翰福音, 1853年
- 新約聖經, 1870年

### 寧波話
- 以賽亞書, 1870年
- 新約聖經, 1850年-1868年 (戴德生, 弗雷德里克·高夫, Wang Laijun)

### 杭州話
- 新約聖經 (一部分), 1877年.
- 約翰福音, 1879年.

### 金華話
- 約翰福音, 1866年
- 馬可福音, 1898年

### 溫州話
- 馬太福音，使徒行傳, 1890年

### 台州話
- 新約聖經, 1905年